# Geir Johnson (Musiker)
Geir Johnson (* 13. Juni 1953 in Fredrikstad; † 16. September 2021) war ein norwegischer Komponist, Autor und Initiator von Kulturprojekten in Nesodden bei Oslo. Sein musikalisches Wirken reichte von langjähriger Chorleitung über eine kurze Tätigkeit als Sänger und Keyboarder in einer Rockband bis hin zum Performancekünstler in einem Multikünstlerkollektiv mit dem Namen The Trash Ensemble.

## Leben und Wirken
Geir Johnson erhielt seine erste musikalische Ausbildung als Sopransolist in Knabenchören in Oslo, gefolgt von einer musikalischen Ausbildung in Klavier und Gesang sowie einem Chorleiterstudium bei Knut Nystedt. Johnson studierte Musikwissenschaft, Philosophie und Sozialwissenschaften an den Universitäten Oslo und Bergen und wurde dort 1983 promoviert. Er war Gastwissenschaftler am CCRMA, dem Zentrum für Computerforschung in Musik und Akustik der Stanford University (1988–1989), und wurde 2010 als Gastkomponist von der Rockefeller Foundation in Bellagio eingeladen. Als Komponist ist er größtenteils Autodidakt und hat mehr als 60 Werke für verschiedene Ensembles, Solisten und Anlässe geschrieben.
Johnson war ab den frühen 1980er Jahren im Bereich der Konzertplanung und -verwaltung im Henie-Onstad Arts Centre in Oslo tätig und gründete später das BIT 20 Ensemble sowie das Music Factory Festival in Bergen. In den frühen 1990er Jahren war er einer der Gründer der zeitgenössischen Musiktheaterkompanie Opera Vest in Bergen, der heutigen Nationaloper Bergen. Von 1989 bis 1995 war er Präsident von Ny Musikk, der norwegischen Sektion der ISCM, die 1990 die ISCM World Music Days in Oslo ausrichtete. Er war Mitbegründer und von 1998 bis 2009 künstlerischer Leiter und Geschäftsführer des Ultima Oslo Contemporary Music Festivals. Als Gründungsmitglied des Festival-Netzwerks Réseau Varèse war er auch an der Planung und Mitentwicklung von Musikprojekten in vielen europäischen Ländern beteiligt.
Seit 2003 entwickelt er das Parkteatret, ein Mehrzweckkonzerthaus mit ca. 250 Veranstaltungen pro Jahr in der Osloer Innenstadt. Seit 2005 ist er Gründer von „Transposition“, einem großangelegten Musikkooperations- und Entwicklungsprojekt für zwölf führende Musikinstitutionen in Vietnam und Norwegen und hat diese Arbeit in der Hedda Foundation fortgesetzt, indem er zum Bau eines neuen Gebäudes für die Gitameit Music School in Rangun (Myanmar) beitrug.
Johnson hielt an nordischen Universitäten, Akademien und auf internationalen Konferenzen Vorträge zu zentralen Themen der Musik und Kunst des 20. Jahrhunderts und veröffentlichte Aufsätze, Artikel und Rezensionen zu Themen, die von der Popmusikforschung über die zeitgenössische Musikszene bis hin zu kulturellen Themen und Politik reichen, in rund 100 Zeitschriften, Magazinen und Zeitungen weltweit.
Er erhielt mehrere Stipendien und Auszeichnungen. 2002 erhielt er für seinen lebenslangen Beitrag zur norwegischen Musik den Musikpreis der Fegersten-Stiftung und wurde 2015 vom Ministerium für Kultur, Sport und Tourismus in Hanoi mit einer Medaille für seinen Beitrag zur Entwicklung des vietnamesischen Musiklebens geehrt. 2016 wurde er mit dem TONO Outreach Preis der norwegischen Verwertungsgesellschaft ausgezeichnet.
2015 gab Johnson das Buch „Vietnam Overtures“ heraus, eine Sammlung von Artikeln über die Geschichte und Entwicklung der Transposition.
Johnson war auch Vorstandsmitglied bei einer Reihe norwegischer Kulturinstitutionen und -organisationen. Ab 2015 war er Vorstandsvorsitzender des multikulturellen Mela-Festivals in Oslo und des Festivals für klassische Musik Valdres Sommersymfoni.

## Werke (Auswahl)
- Radar, 1989
- Divisi for Wind Ensemble and Optional Electronics, 1991
- Strykekvartett for dansere, Streichquartett, 1991
- I Due Martelli für Violine und Bratsche, 1992
- Talking / Singing for Solo Voice, 1992
- Sentimental Journey for Orchestra, Hommage à Ringo Starr, 1993
- Slow Emotion für Violine, 1998
- Body Theory für Blechbläserquartett und Schlagzeug, 2000
- Engleåpenbaringene für 16-stimmigen Chor und Solisten, 2000
- The Black Snake für einen sprechenden Cellisten, 2001
- Lyriske stykker, Streichquartett Bd. 2, 1–6, 2004
- Bygdin für Holzbläser und Schlagzeug, in Auftrag gegeben und aufgeführt vom Orchester der Norwegischen Streitkräfte, Bergen, 2011
- Silent Spring für Streichorchester, in Auftrag gegeben und aufgeführt vom Vietnam National Symphony Orchestra, 2014
- Lopphavet, 2016